# Hipoglicemie
Hipoglicemia este o tulburare a metabolismului glucozei prin care sângele are un conținut glucozat mai mic decât normal care este de 1-1,2 g/l. Cu alte cuvinte, hipoglicemia se manifestă prin scăderea accentuată a nivelelor serice de glucoză. Această condiție poate induce o varietate de simptome (comă hipoglicemică), precum probleme de vorbire, confuzie, pierderea conștiinței, convulsii sau chiar moarte. Mai pot fi prezente hipersudorația, slăbiciunea și tremurăturile, iar simptomele au de obicei debut rapid.